# Mayangan (Legonkulon)
Mayangan is een bestuurslaag in het regentschap Subang van de provincie West-Java, Indonesië. Mayangan telt 792 inwoners (volkstelling 2010).